# Leroidesanimaux

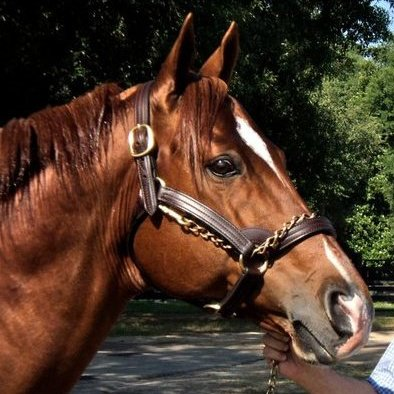
Leroidesanimaux

Leroidesanimaux (2000,  Haras Bage Do Sul em Aceguá, Rio Grande do Sul, Brasil) é um  cavalo Thoroughbred  que competiu no Brasil e Estados Unidos , onde ganhou o Eclipse Award em 2005. Considerado um dos melhores milheiros ( cavalos que preferem distâncias ao redor da milha -1609 metros) de sua época, foi favorito e segundo colocado na Breeders Cup de 2005. Foi eleito pela World Thoroughbred Racehorse Rankings como No.1 mundial em 2006.
Seu nome é composto por quatro palavras francesas unidas, conferindo um significado fonético diferente em portugues. Le roi des animaux é traduzido corretamente do frances como o rei dos animais.
No haras produziu Animal Kingdom, o vencedor do Kentucky Derby de 2011, além de Always A Princess e Una Cabeza , vencedores de Grupo I . Foi o primeiro reprodutor de criação brasileira a ter um filho vencedor deste Derby . Atua como reprodutor na Stonewall Farm em Versailles, Kentucky.